# 阪神内燃機工業
阪神内燃機工業株式会社（はんしんないねんきこうぎょう）は、兵庫県神戸市に本社を置く舶用機関（ディーゼルエンジン）メーカー。旧小曽根財閥系企業である。なお、阪神電鉄及び阪急阪神東宝グループとは無関係である。ただし、当社創業者の小曽根喜一郎は阪神電鉄の発起人惣代の一人であり、一時期は筆頭株主で取締役を34年間務め、昭和初期には社長も務めていた。

## 沿革
- 1918年 - 小曽根喜一郎により株式会社阪神鉄工所設立。社長には小曽根貞松が就任。[1]
- 1944年 - 現社名に変更。
- 1955年 - 大阪証券取引所上場。
- 1965年 - 株式会社木下鉄工所と合併
- 1992年 - ディーゼル機関の累計出荷1,000万馬力を達成
- 1995年 - 内燃機部門において、ISO9001/JISZ9901品質システム認証を取得
- 2009年 - 兵庫県加古郡播磨町に組立、試運転工場を新設
- 2011年 - 明石・玉津・播磨の３工場において、ISO14001/JISQ14001環境マネジメントシステム認証を取得
- 2013年 - 大阪証券取引所と東京証券取引所の現物株市場統合に伴い、東京証券取引所第2部に上場。
- 2015年 - 全社で、ISO14001/JISQ14001環境マネジメントシステム認証を取得

## 事業所
- 本社 - 兵庫県神戸市中央区
- 明石工場 - 兵庫県明石市
- 玉津工場 - 兵庫県神戸市西区
- 播磨工場 - 兵庫県加古郡播磨町
- 東京支店 - 東京都中央区
- 福岡営業所 - 福岡県福岡市博多区